# Jean-Baptiste Vachal
Pour les articles homonymes, voir Vachal.
Jean ou Jean-Baptiste Vachal, née le 6 décembre 1812 au hameau de Coyral, commune de Saint-Merd-de-Lapleau (Corrèze), mort le 11 avril 1851 en Chine, est un prêtre, membre des Missions étrangères de Paris, mort martyr en Chine.

## Biographie
Fils de paysans, Jean-Baptiste Vachal effectue ses études au petit séminaire de Servières, puis au grand séminaire de Tulle.
Il est ordonné prêtre en 1938 et passe d'abord trois ans à Neuvic d'Ussel, comme vicaire en paroisse. Il part ensuite à Paris, aux Missions étrangères où il entre en 1841. Il part pour le Siam l'année suivante, en avril 1842. Il exerce son ministère à Bangkok puis à voyage Xieng-mai où il obtient une audience du roi. Autorisé à se construire une maison en ville, il commence à annoncer l'Évangile, mais reçoit en conséquence l'ordre de quitter le royaume.
Il se rend alors en Chine, à Macao et au Yun-nan en 1846 avant d'être envoyé dans le district du Yong-chan-lien. Il s'installe à Kaî-Hoa en 1850 et parcourt la région.
En janvier 1851, le P. Vachal est arrêté dans le Yun-nan par le sous-préfet de Ouen-chan, sur dénonciation pour avoir prêché une religion étrangère. Il est frappé de 80 soufflets et de 40 coups de rotin puis laissé plusieurs jours sans nourriture. Il meurt dans la prison de Kai-hoa dans la nuit du 11 avril 1851.